# Vila fortificada de Corbera (Rosselló)
La Vila fortificada de Corbera era la vila murada, fortificada, medieval d'estil romànic del poble de Corbera, a la comarca del Rosselló, Catalunya Nord.
Està situada dessota i al sud-est del Castell de Corbera. De forma allargassada, la vila fortificada és tant en ruïnes com la resta de la vila antiga, però es poden reconèixer bastants fragments de muralles i de les torres del recinte.